# 3.15아트센터
3.15아트센터는 경상남도 창원시 마산회원구 삼호로 135에 위치한 경상남도의 문화 예술 공연장이다. 3.15 의거 기념사업의 일환으로 건립되었으며, 2005년 7월 8일에 착공한 뒤, 2008년 5월 20일에 개관하였다. 인근에 MBC경남 창원본부와 마산종합운동장이 위치해 있다.